# Åsa Larsson
Åsa Elena Larsson (Kiruna, 28 de junio de 1966) es una escritora sueca de novela negra, creadora de la abogada Rebecka Martinsson, protagonista de sus obras.

## Biografía
Aunque nació en Upsala, se educó en Kiruna y actualmente vive en Mariefred.
Estudió Derecho en la Universidad de Upsala y ejerció su profesión en el campo del asesoramiento tributario antes de dedicarse a escribir. Confiesa haber descubierto lo pobre que era su vida durante la baja maternal: "Buscaba la diversión dentro de mi cabeza", explicó en Bilbao, agregando que la encontró en la literatura, tanto como lectora y escritora. La protagonista de sus novelas, Rebecka Martinsson, también estudió leyes en Upsala, y las historias transcurren en el pueblo minero de Kiruna, ubicado cerca del círculo polar ártico.
Se educó en el laestadianismo, un movimiento luterano conservador, y cree que su afán por escribir novela negra viene de sus lecturas infantiles de la Biblia, que afirma, "está llena de historias violentas". Su abuelo paterno fue Eric Larsson campeón olímpico de esquí de fondo en 1936 y su padre, bibliotecario y de ideas comunistas, la guio hacia la literatura.
En 2007 el director sueco Leif Lindblom llevó al cine Aurora boreal, la primera novela de Larsson, que había sido publicada cuatro años antes.
No guarda ningún parentesco con el famoso escritor sueco Stieg Larsson, pese a la coincidencia del apellido.

## Premios
- Premio de la Asociación de Escritores Suecos de Novela Negra 2003 a la mejor ópera prima por Aurora Boreal.
- Mejor Novela Negra de Suecia 2004 por Sangre derramada (Det blod som spillts).
- Pluma de Plata de la Feria del Libro de Bilbao 2010 por Aurora boreal.[7]
- Mejor Novela Negra de Suecia 2012 por Sacrificio a Mólek (Till offer åt Molok).
- Premio a la mejor novela negra del año de la Academia Sueca 2021 por  Los pecados de nuestros padres (Fädernas missgärningar).
- Premio a la mejor novela de suspense de Adlibris 2021 por  Los pecados de nuestros padres (Fädernas missgärningar).
- Premio a la mejor novela policiaca de los Storytel Awards 2022 por  Los pecados de nuestros padres (Fädernas missgärningar).

## Obras

### Serie de Rebecka Martinsson
1. Aurora boreal (Solstorm, 2003), trad. de Mayte Giménez y Pontus Sánchez, ed. Seix Barral.
2. Sangre derramada (Det blod som spillts, 2004), trad. de Mayte Giménez y Pontus Sánchez, ed. Seix Barral.
3. La senda oscura (Svart stig, 2006), trad. de Mayte Giménez y Pontus Sánchez, ed. Seix Barral.
4. Cuando pase tu ira (Till dess din vrede upphör, 2008), trad. de Mayte Giménez y Pontus Sánchez, ed. Seix Barral.
5. Sacrificio a Mólek (Till offer åt Molok, 2012), trad. de Mayte Giménez y Pontus Sánchez, ed. Seix Barral.
6. Los pecados de nuestros padres (Fädernas missgärningar, 2021), trad. de Mayte Giménez y Pontus Sánchez, ed. Seix Barral.

### Novelas cortas
- Systrarna Hietala (2007)
- Guds starka arm (2009, coescrito con Lena Andersson)